# Hertsmere
Hertsmere ist ein Verwaltungsbezirk mit dem Status eines Borough in der Grafschaft Hertfordshire in England. Verwaltungssitz ist Borehamwood.
Der Bezirk wurde am 1. April 1974 gebildet und entstand aus der Fusion der Urban Districts Bushey und Potters Bar, des Rural District Elstree und eines Teils des Rural District Watford.
Der Name Hertsmere ist eine Kombination aus dem Namen der Grafschaft und dem Wort "mere", das im Altenglischen für "Grenze" steht. Dies ist insofern einleuchtend, als Hertsmere im Süden an Greater London grenzt. Nach seiner Gründung war Hertsmere zunächst ein District, wurde aber 1977 durch königliches Dekret zu einem Borough.

## Orte im Borough
- Aldenham
- Borehamwood
- Bushey
- Elstree
- Potters Bar
- Ridge
- Shenley

Koordinaten: 51° 40′ N, 0° 16′ W